# Гиновці

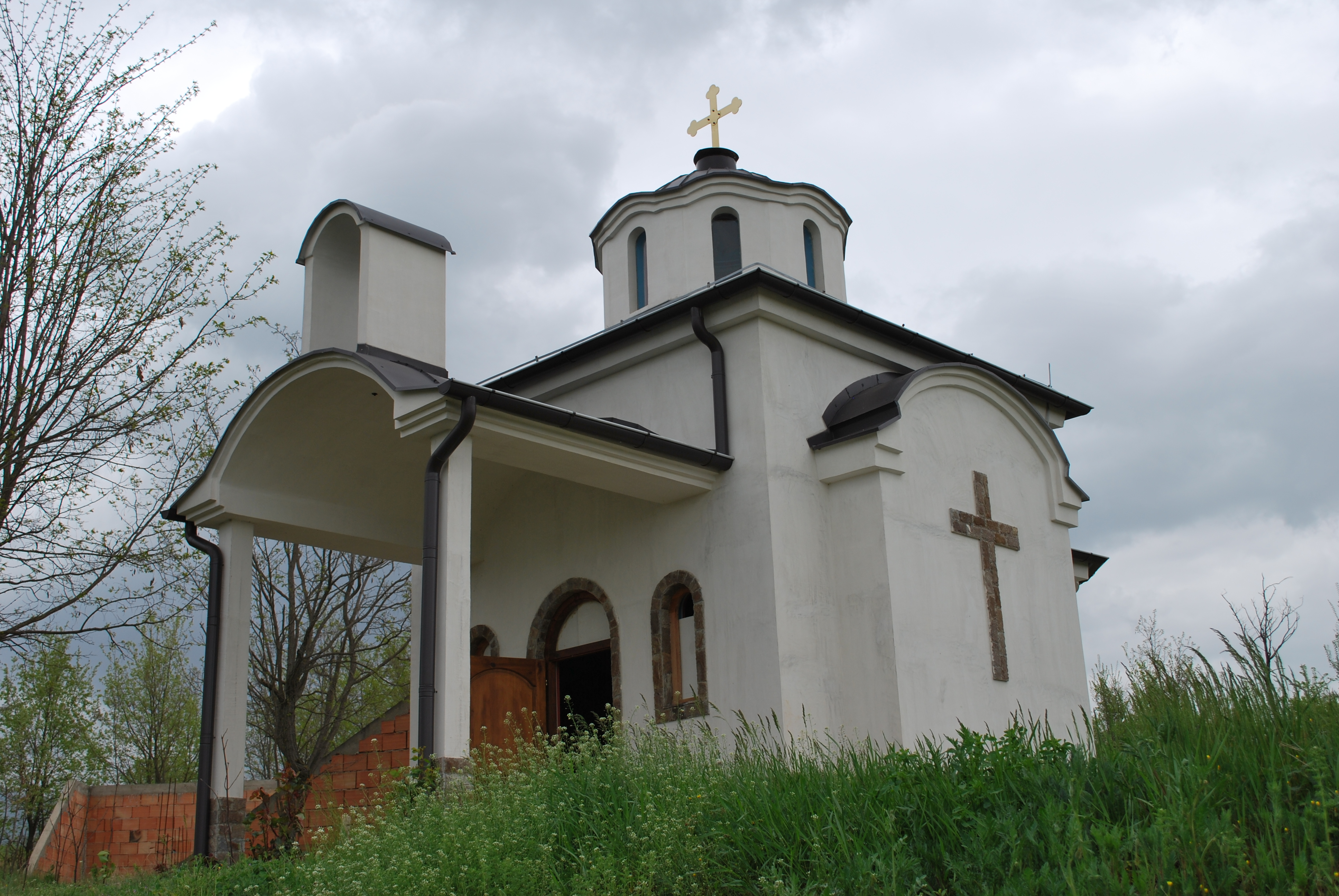
Церква Святого Павла

Ги́новці (мак. Гиновци) — село у Північній Македонії, входить до складу общини Ранковце Північно-Східного регіону.
Населення — 315 осіб (перепис 2002) в 101 господарстві.